# Cyananthea hydrothermala
Cyananthea hydrothermala is een zeeanemonensoort uit de familie Actinostolidae.
Cyananthea hydrothermala is voor het eerst wetenschappelijk beschreven door Doumenc & Van-Pra�t in 1988.